# Sestre

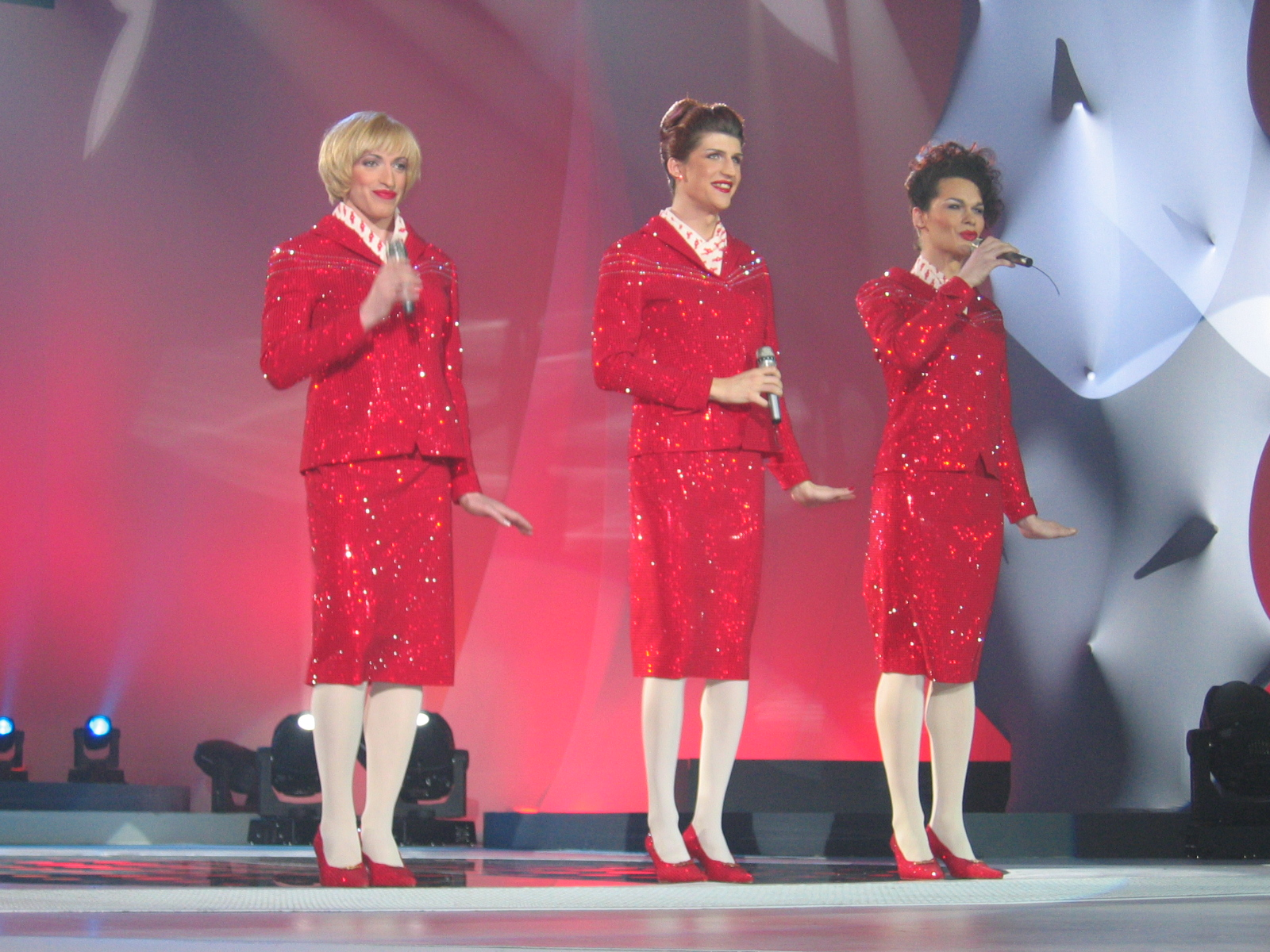
Sestre år 2004

Sestre är en slovensk popgrupp bestående av tre transvestiter, som tävlade för Slovenien i Eurovision Song Contest 2002. Gruppens image var att uppträda utklädda till flygvärdinnor. Gruppen kom på delad 13:e plats med Belgien och Bosnien-Hercegovina.